# Louis Meigret
Louis Meigret (* um 1500 in Lyon; † nach 1558) war ein französischer Grammatiker und Übersetzer im Zeitalter der Renaissance und im Zuge der Normierung der französischen Sprache bestrebt, die Orthographie zu reformieren.

## Leben
Über Louis Meigrets Leben ist kaum etwas bekannt. Im Gegensatz zu Zeitgenossen wie Pelletier, Robert Estienne, Henri Estienne, oder Fauchet, welche neben der Sprachforschung auch durch andere Tätigkeiten bekannt wurden (Pelletier war Dichter und Mathematiker, Robert Estienne Drucker, Henri Estienne Philologe der griechischen Sprache und Fouchet war Historiker), lässt sich zu Meigret nicht mehr als eine relativ unbeleuchtete Existenz als Grammatiker und Übersetzer hinzufügen. Nicht nur seine Person ist weitestgehend unbekannt, sondern auch seine Werke, da sie in einer Schreibweise verfasst worden sind, die von der Öffentlichkeit nie akzeptiert worden ist.
Aufgrund dessen beschränkt sich die Beschreibung seines Lebens hauptsächlich auf die Erscheinungen seiner Werke.
Louis Meigret wurde um 1500 in Lyon geboren. Er entstammte einer wohlhabenden Familie und hatte vier Brüder, deren Tätigkeiten die Existenz Louis bereits früh in den Schatten stellten: Lambert (* um 1475) war Kammerdiener und Berater des Königs, Jean (* um 1478) machte Karriere als einer der berühmtesten Anwälte seiner Zeit, Aimé (* um 1480) war Doktor der Theologie und Laurent (* 1485) ebenfalls Kammerdiener des Königs.
Seit Beginn seiner beruflichen Laufbahn im Jahr 1531 war Meigret tätig als Grammatiker und Übersetzer und versuchte, die Graphie der französischen Sprache zu reformieren. Jedoch verliert sich seine Spur im Jahr 1532: man beschuldigte Louis, sich zusammen mit seinem Bruder Laurent entgegen religiöser Traditionen verhalten zu haben. Ob diese Anschuldigung fundiert war oder nicht, bleibt ungeklärt. Sicher ist, dass Laurent nach zweijähriger Haft für fünf Jahre aus dem Königreich verbannt wurde und ins Exil nach Genf ging, um nie wieder nach Frankreich zurückzukehren. Um seinen Bruder Louis blieb es nun still. Ob er ebenfalls ins Exil ging oder in seiner Heimat blieb, ist unbekannt. Erst mit der Veröffentlichung seiner Werke ab 1540 tritt Meigret wieder in Erscheinung.
Sein folgendes Schaffen lässt sich in drei Etappen fassen: der Vorschlag eines reformierten Systems der Orthographie (Traité touchant le commun usage, erschienen 1545), die Praktizierung dieses Systems mit dem ersten Werk in reformierter Orthographie (Übersetzung von Lukians Menteur, erschienen 1548) und der Veröffentlichung seiner Grammatik (Trętté de la grammęre françoęze im Jahr 1550), ebenfalls komplett in reformierter Orthographie. Seine Schreibweise löste massive Auseinandersetzungen aus und es folgten eine Reihe polemischer Schriften. Nach seiner Grammatik verfasste Meigret im Bereich der Sprachwissenschaft nur noch Werke zur Verteidigung seiner Orthographie.
Die Erscheinung des Werkes Histoire von Polybios im Jahr 1558, das ein Vorwort von Louis Meigret enthält, ist sein letztes Lebenszeichen.

## Die Sprache – sein Metier

### Tätigkeit als Übersetzer
1531 übersetzte Meigret die Bücher 7 und 8 der Historia naturalis von Plinius dem Älteren, welche jedoch vorerst unveröffentlicht blieben, da die Orthographie, in der sie geschrieben waren, weit von der traditionellen entfernt war. Die Drucker nannten sie unlesbar und folglich auch unverkäuflich. Erst 1543 wurde seine Übersetzung gedruckt. Sie enthielt ein bedeutendes Vorwort, die Orthographie betreffend.
Zwischen 1540 und 1558 veröffentlichte er Übersetzungen von elf Autoren, darunter vier griechischen (Aristoteles, Isokrates, Polybios und Lukian von Samosata), fünf lateinischen (Gaius Plinius Secundus, Columella, Cicero, Sallust und Porcius Latro), einem italienischen (Roberto Valturio) und einem deutschen (Albrecht Dürer). Als Übersetzer blieb Meigret der Erfolg nicht vorenthalten: die meisten seiner Werke erfuhren eine oder mehrere Neuauflagen.
Er arbeitete hauptsächlich an lateinischen Texten. Für die Übersetzung von Dürer diente ihm eine lateinische Version als Vorlage und De re militari von Valturio war auf Lateinisch abgefasst. Ebenso fertigte er anfangs die Übersetzungen der griechischen Texte. Während seiner Tätigkeit erlernte er jedoch die griechische Sprache und nutzte spätestens für die Übersetzung von Lukian im Jahr 1548 den griechischen Text zur Vorlage.
Der Inhalt seiner Übersetzungen umfasste ein breites Spektrum an Themengebieten, zu denen unter anderem die Gebiete Literatur, Geschichte, Philosophie, Theologie, Geografie, Zoologie und Anthropologie gehörten.

### Meigrets Vorstellungen der Orthographie

#### Ausgangssituation
Im 16. Jahrhundert, der Renaissance, ergibt sich ein buntes Bild des Wortschatzes für die Literatursprache: man verwendet Wörter anderer Sprachen, älterer Sprachen, Neologismen, Wörter verschiedener sozialer Schichten und Wörter verschiedener Regionen. Außerdem existieren zwei Dialekte (Langues d’oc und Langues d’oïl), deren Gegensätzlichkeit zum damaligen Zeitpunkt sehr viel größer ist als im heutigen Französisch.
Besonders von Bedeutung sind die regionalen und individuellen Variationen, vor allem die Vokale betreffend: es entwickeln sich Nasalvokale, Klang und Länge der Vokale, Abstufungen der verschiedenen e und die verschiedenen Diphthongen werden reduziert. Außerdem entsteht ein diakritisches System mit Akzenten, Apostrophen, dem Cedille und dem Trema. Diese Entwicklung wirft Diskussionen über die Orthographie auf: sagt man amonester oder admonester, sutil oder subtil, calonnier oder calomnier etc.
Hinzu kommt eine wachsende Abweichung zwischen gesprochenem und geschriebenem Französisch. Die Situation des Ungleichgewichtes und das Nebeneinander zweier verschiedener Sprachsysteme führen zur Fixierung und Normierung der Orthographie.

#### Positionen
Das Ziel der Normierung bestand darin, durch lexikalische Bereicherung und Kodifizierung das Französische auf das Niveau des Lateins zu heben. Hierfür gab es zwei bedeutende Richtungen: Tory, Estienne und Ronsard befürworteten die Fixierung der Sprache anhand antiker Modelle, das heißt, lateinnähere Varianten hatten Vorrang.
Völlig gegensätzlicher Meinung war Meigret: als einer der wenigen, die sich bewusst vom lateinischen Vorbild abzusetzen suchten, galt sein Interesse einer radikalen Reform der Orthographie.

#### Meigrets Graphie
Vergeblich strebte er eine Vereinheitlichung der Graphie auf Basis der Aussprache an. Meigret war bereit, die bereits erreichte graphische Identität der Wortstämme zu opfern. Im Vorwort zu seinem Trętté 1550 schreibt er:

« (…) je m’efforçe de deçharjer notr‘ ecritture dę’ lęttres superflúes, ę la ręndre lizable suiuant l’uzaje de la prolaçíon (je m’efforce de décharger notre écriture des lettres superflues et la rendre lisable suivant l’usage de la prolation). »

„(…) Ich strebe an, unsere Schreibweise von überflüssigen Buchstaben zu entlasten und sie lesbar zu machen, abgestimmt auf den Gebrauch.“

Diese Aussage verdeutlicht nicht nur seinen Standpunkt, sondern ist auch beispielhaft für seine Graphie:
- das Weglassen zahlreicher nichtgesprochener Buchstaben ist durch das gänzliche Fehlen (ę = et) oder einen Apostroph gekennzeichnet (notr' = notre)
- [s] wird als /ç/ und /s/ geschrieben (efforçe = efforce)
- [Ʒ] wird als /j/ geschrieben (deçharjer = décharger)
- [ɛ] wird als /ę/ geschrieben und stellt ein offenes e dar (dę‘ = des), die Unterscheidung von offenem und geschlossenem e erfolgt durch Akzente
- [y] wird als /ú/ geschrieben (superflúes = superflues)
- [u] hat die Lautwerte [y], [ɥ], [v] (suiuant = suivant)

usw.

#### Gründe für das Scheitern
Meigrets Konzeption konnte sich nie durchsetzen. Hierfür lassen sich mehrere Gründe anführen: zum einen schlug jeder Reformer sein eigenes System vor, bei welchem die Gegner auf Widersprüche verweisen konnten. Weiterhin waren Meigrets Graphievorschläge inkonsequent und in sich widersprüchlich, was am Beispiel des oben angeführten /u/ mit drei verschiedenen Lautwerten besonders deutlich wird. Der wichtigste Grund aber ist eine vor der Normierung des Französischen noch fehlende einheitliche und allgemein verbindliche Aussprachenorm, welche eine wesentliche Voraussetzung zur Reform der Orthographie auf Basis der Aussprache darstellt. Letztlich scheiterte der Versuch der Kodifizierung im 16. Jahrhundert gänzlich und es existierte weiterhin keine einheitliche Aussprache.

#### Gegenwärtige Aktualität
Betrachtet man die Orthographie der heutigen französischen Sprache, so wird deutlich, dass sich die traditionelle Schreibweise größtenteils durchgesetzt hat und erhalten geblieben ist. Die Abweichung zwischen gesprochenem und geschriebenem Französisch ist nach wie vor präsent. Seit Louis Meigrets Versuch der Orthographiereform wurden immer wieder ähnliche Vorschläge gebracht, die Schreibweise der Aussprache anzupassen. Und auch heute gibt es Projekte und Bewegungen, die für eine phonologische Schreibweise eintreten.
Als ein Beispiel hierfür lässt sich Ortograf.net anführen. Das Internetportal der Organisation präsentiert eine aussprachenahe Schreibweise des Französischen, welche zweifelsohne einen Bruch mit der Tradition darstellt. Im Gegensatz zur Graphie Meigrets bedient sie sich jedoch keines neuen Alphabetes, sondern nutzt nur bereits vorhandene Buchstaben. Parallelen finden sich jedoch zum Beispiel darin, dass nicht gesprochene Buchstaben weggelassen werden oder der Laut [Ʒ] als /j/ geschrieben wird.
Mit nur sechs Standardregeln verspricht Ortograf.net ein schnelles Erlernen innerhalb von 15 Minuten. Die Verbreitung soll durch das bloße Praktizieren dieser Schreibweise, also durch den Sprecher selbst, stattfinden.
Inwieweit man diese reformierte Schreibweise nutzt, bleibt jedem Sprecher selbst überlassen.

### Die Grammatik von Meigret
Die Bemühungen zur Normierung der Sprache im 16. und 17. Jahrhundert führten zur Entstehung der französischen Grammatik und Lexikographie.
Die Grammatik mit dem Titel Le trętté de la grammęre françoęze von Louis Meigret war die erste Grammatik in französischer Sprache. In elf Büchern und fast 300 Seiten widmete Meigret sich unter anderem den Wortklassen, deren Zahl und Einteilung er nach dem lateinischen Vorbild übernahm (Nomen, Verb, Partizip, Pronomen, Präposition, Adverb, Interjektion und Konjunktion). Den im Latein nicht existierenden Artikel, dessen Zuordnung den meisten Grammatikern seiner Zeit Schwierigkeiten bereitete, fügte er hinzu, zählte ihn aber nicht als eigenständige Wortklasse. In vielen Punkten eröffnete Meigret eine eigene Sichtweise (wie zum Beispiel die Transitivität betreffend) und löste sich vom lateinischen Modell.
Doch der Name Louis Meigret blieb immer mit dem Versuch einer phonologischen Schreibweise verbunden, so dass die seiner Grammatik folgenden Werke von Robert Estienne und Pierre de la Ramée sich eher behaupteten.
Le trętté de la grammęre françoęze bildete als dritte Etappe das Schlusslicht seines linguistischen Schaffens und Meigret wandte sich wieder der Übersetzung zu.

## Aktuelle Meigretforschung
An der Universität Nizza wurde am 5. und 6. April 2018 von Cendrine Pagani-Naudet und Véronique Montagne unter dem Titel Actualités de Louis Meigret, humaniste et linguiste ein internationales Kolloquium veranstaltet, dessen Akten im Verlag Editions Garnier erscheinen werden. Cendrine Pagani-Naudet baut derzeit eine Internet-Wissensbasis zu Meigret auf, die bereits umfangreiche Information zur Verfügung stellt und namentlich den Zugang zu den Primär- und Sekundärtexten ermöglicht.

## Werke
- Traité touchant le commun usage de l’escriture francoise (1552, 2. Auflage 1554) (verfügbar über Gallica gallica.bnf.fr)
- Le trętté de la grammęre françoęze (1550) (verfügbar über Gallica gallica.bnf.fr)
- Defęnses de Louís Meigręt touçhant son orthographíe françoęze contre lęs çęnsures ę calomnies de Glaumalis du Vezelet ę de sęs adherans (1550) (verfügbar über Gallica gallica.bnf.fr)
- La reponse de Louís Meigręt a l’Apolijíe de Jáqes Pelletier (1550)
- Reponse de Louís Meigręt a la dezesperée repliqe de Glaomalis de Vezelęt, transformé ęn Guillaome dęs Aotels (1551) (verfügbar über Gallica gallica.bnf.fr)

### Primärliteratur
- F. J. Hausmann: Louis Meigret. Le Traité de la Grammaire française (1550). Le Menteur de Lucien- Aux Lecteurs (1548). Tübingen 1980.

### Sekundärliteratur
- Helmut Berschin, Josef Felixberger und Hans Goebl: Französische Sprachgeschichte. München 1978.
- Nina Catach: L’Orthographe. 3. Auflage. Paris 1988.
- Franz Josef Hausmann: Louis Meigret. Humaniste et Linguiste. Tübingen 1980.
- Mireille Huchon: Le Français de la Renaissance. 1. Auflage. Paris 1988.
- Ingo Kolboom: Handbuch Französisch. Sprache – Literatur – Kultur – Gesellschaft; für Studium, Lehre, Praxis. 2. neu bearbeitete und erweiterte Ausgabe, Berlin 2008.
- Véronique Montagne und Cendrine Pagani-Naudet (Hrsg.): Actualités de Louis Meigret, humaniste et linguiste. Garnier, Paris 2021. (Rencontres 480. Colloques, congrès et conférences sur la Renaissance européenne 111) (mit einem Grußwort von Franz Josef Hausmann, französisch)